# Palapedia rastripes
Palapedia rastripes is een krabbensoort uit de familie van de Xanthidae. De wetenschappelijke naam van de soort is voor het eerst geldig gepubliceerd in 1887 door Müller.